# 카이사리아니
카이사리아니(그리스어: Καισαριανή)는 그리스 아테네 도심 지역 동부에 위치한 교외 도시이자 지방 자치체이다.

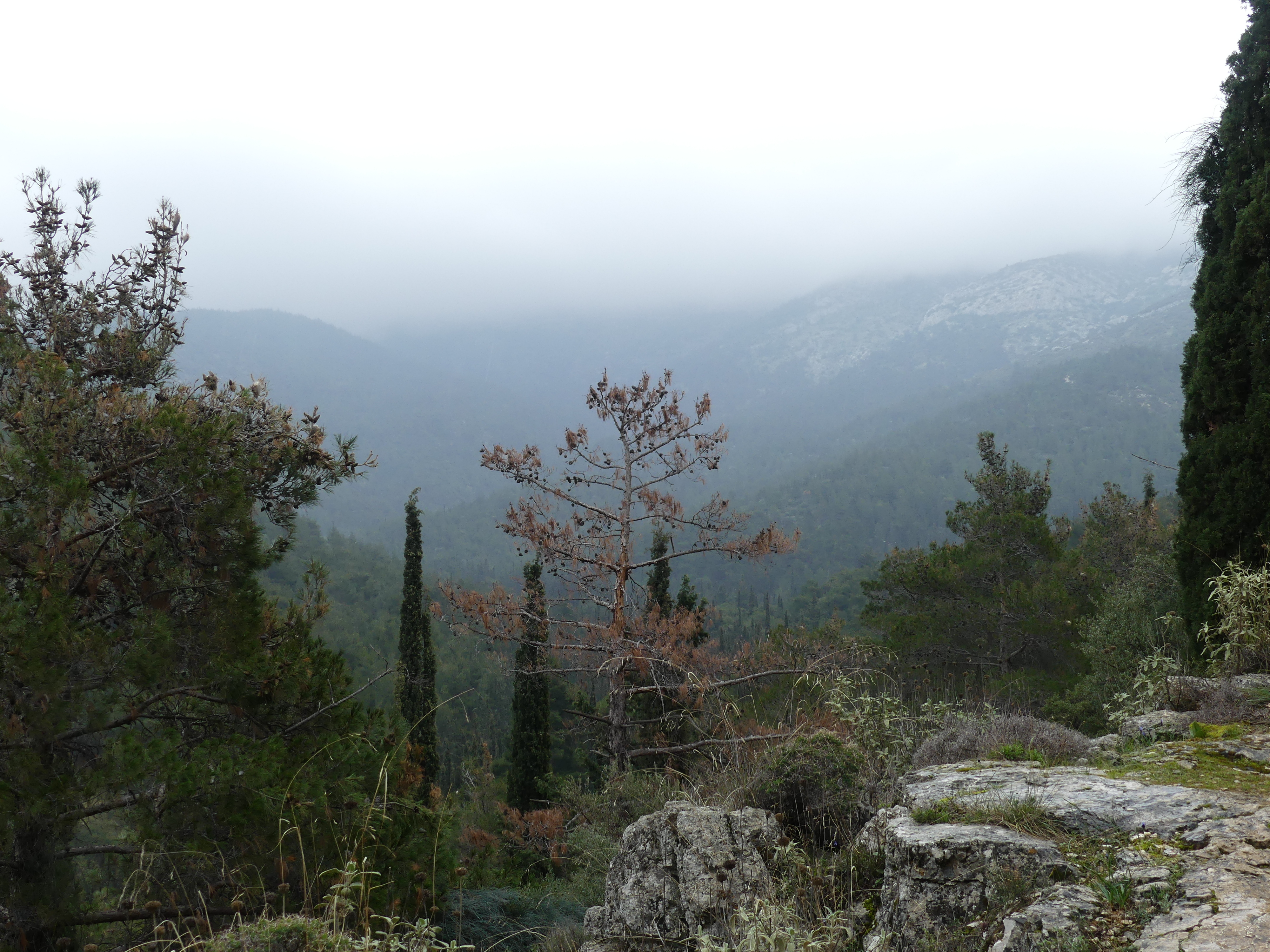
카이사리아니 숲

## 지리
카이사리아니는 아테네 도심에서 남동쪽으로 약 3 km, 아크로폴리스에서 3 km 떨어져 있다. 이 지방 자치체의 면적은 7.841 km2이다. 지방 자치체는 동쪽으로 삼림이 우거진 히메투스산(Hymettus)까지 뻗어 있으며, 그곳에는 11세기 카이사리아니 수도원(Kaisariani Monastery)이 위치해 있다. 카이사리아니의 시가지 구역은 아테네 중심부와 남서쪽의 Vyronas 교외와 연속적으로 이어져 있다. 주요 도로는 에트니키스 안티스타시스 애비뉴로, 카이사리아니를 아테네 중심부와 A62 히메투스 순환도로(A62 Hymettus Ring Road, 2024년까지는 A64)와 연결한다.

## 역사
카이사리아니 수도원(Kaisariani Monastery)은 비잔틴 시대인 11세기 후반 또는 12세기 초반에 히메투스산(Hymettus)에 세워졌다.
이 도시는 1922년 소아시아, 특히 스미르나에서 쫓겨난 그리스 난민들을 위한 난민 캠프로 설립되었다. 이전에는 아테네 지방 자치체의 일부였던 카이사리아니는 1933년에 지방 자치체로 설립되었다. 이름은 소아시아의 역사적인 수도인 카이사레아(현재 카이세리)에서 유래했다.
카이사리아니 사격장은 1944년 5월 1일 나치 점령군이 며칠 전 Molaoi 근처에서 게릴라 매복으로 사망한 독일군 장군 프란츠 크레흐의 죽음에 대한 보복으로 200명의 공산주의자를 처형(1 May 1944 Kaisariani executions)한 장소로 유명하다.
1944년 6월 17일에는 이른 시간에 10명의 범그리스 청년 조직과 그리스 민족 해방 전선 게릴라들이 카이사리아니 수도원에 숨어 있다가 나치군에 의해 덫에 걸려 사망했다.

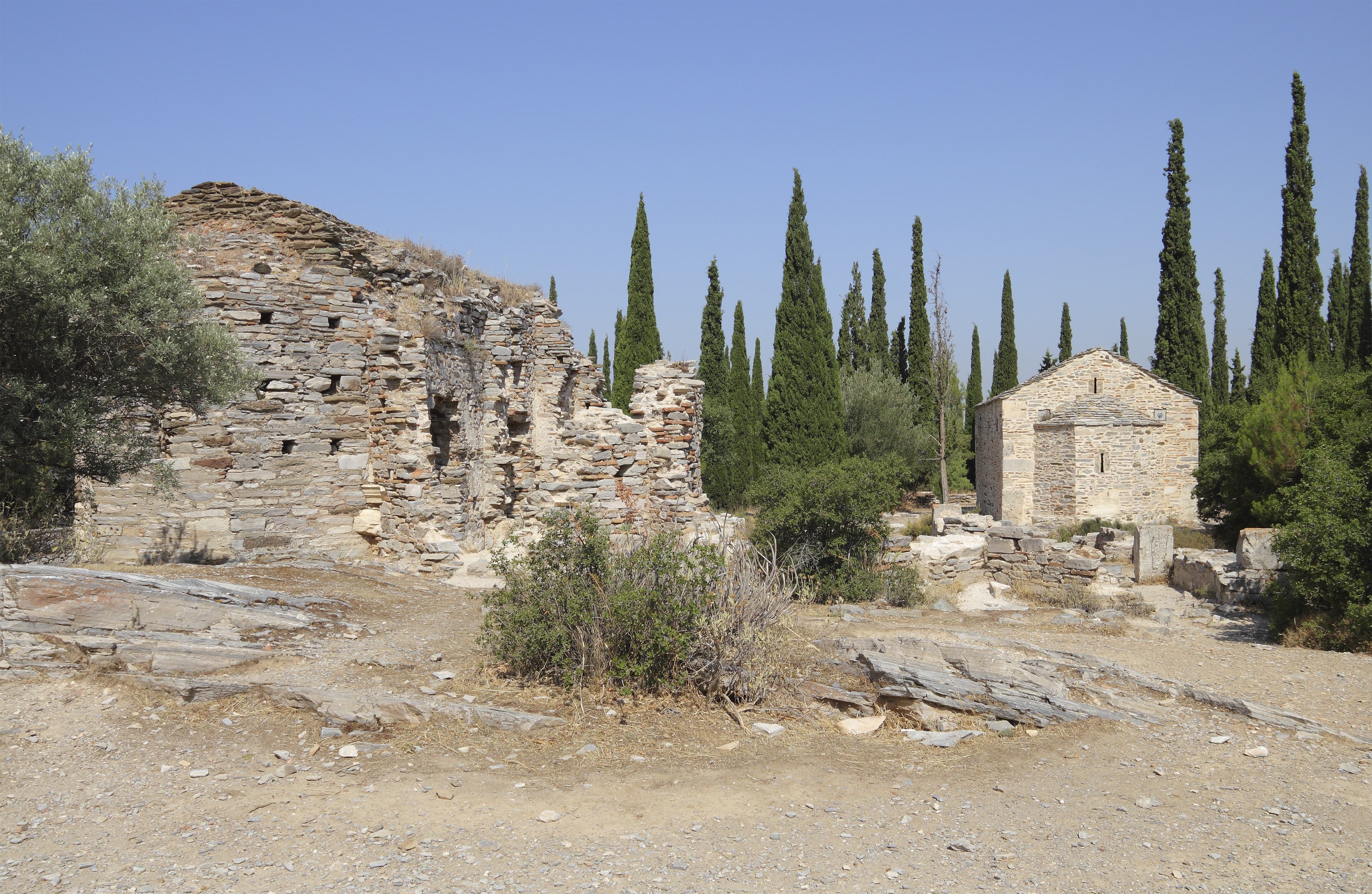
카이사리아니 언덕의 교회 유적

## 역사적 인구
| 연도 | 인구   |
| ---- | ------ |
| 1981 | 28,972 |
| 1991 | 26,803 |
| 2001 | 26,419 |
| 2011 | 26,458 |
| 2021 | 26,269 |

## 스포츠
카이사리아니에는 1927년에 창단된 자체 그리스 A2 리그 농구 팀인 니어 이스트 카이사리아니가 있다. 이 팀은 니어 이스트 실내 경기장에서 경기를 한다.
| 카이사리아니에 기반을 둔 스포츠 클럽 | 카이사리아니에 기반을 둔 스포츠 클럽 | 카이사리아니에 기반을 둔 스포츠 클럽 | 카이사리아니에 기반을 둔 스포츠 클럽            |
| 클럽                                 | 설립                                 | 스포츠                               | 성과                                            |
| ------------------------------------ | ------------------------------------ | ------------------------------------ | ----------------------------------------------- |
| 니어 이스트                          | 1927                                 | 농구                                 | 농구 범그리스 타이틀, 이전 A 에트니키 농구 참여 |
| 에트니코스 아스테라스 F.C.           | 1927                                 | 축구                                 | 이전 A 에트니키 참여                            |

## 선거 결과
| 선거        | 투표율 | 신민주주의당 | 변화를 위한 운동 | 시리자 | 그리스 공산당 | 기타  |       |       |
| ----------- | ------ | ------------ | ---------------- | ------ | ------------- | ----- | ----- | ----- |
| 선거        | 투표율 | 2023년 6월   | 55.72            | 35.90  | 7.18          | 21.20 | 15.26 | 20.46 |
| 2023년 5월  | 70.63  | 35.08        | 6.59             | 24.08  | 15.04         | 19.21 |       |       |
| 2019년      | 58.60  | 31.48        | 5.58             | 36.55  | 12.16         | 14.23 |       |       |
| 2015년 9월  | 58.68  | 21.31        | 4.51             | 38.54  | 11.71         | 23.93 |       |       |
| 2015년 1월  | 66.44  | 22.81        | 3.44             | 38.95  | 11.80         | 23.00 |       |       |
| 2012년 6월  | 63.93  | 21.21        | 8.35             | 34.06  | 9.51          | 26.87 |       |       |
| 2012년 5월  | 67.23  | 9.99         | 9.32             | 23.69  | 16.02         | 40.98 |       |       |
| 2009년      | 67.90  | 21.41        | 37.92            | 9.04   | 16.97         | 14.66 |       |       |
| 2007년      | 70.53  | 28.58        | 32.83            | 10.32  | 18.82         | 9.45  |       |       |
| 2004년      | 75.17  | 33.17        | 38.33            | 7.38   | 14.70         | 6.42  |       |       |
| 2000년      | 78.58  | 30.32        | 42.00            | 7.65   | 14.96         | 5.07  |       |       |
| 1996년      | 78.77  | 26.08        | 37.27            | 10.98  | 15.83         | 9.84  |       |       |
| 1993년      | 83.06  | 26.55        | 47.19            | 6.99   | 13.56         | 5.71  |       |       |
| 1990년      | 83.39  | 32.37        | 37.98            | 26.68  | 26.68         | 2.97  |       |       |
| 1989년 11월 | 83.65  | 30.40        | 39.36            | 28.56  | 28.56         | 1.68  |       |       |
| 1989년 6월  | 82.62  | 28.00        | 34.74            | 34.11  | 34.11         | 3.15  |       |       |
| 1985년      | 84.40  | 24.96        | 43.92            | 5.22   | 24.85         | 1.05  |       |       |
| 1981년      | 83.81  | 20.82        | 40.14            | 6.00   | 29.62         | 3.42  |       |       |
| 1977년      | 84.47  | 26.66        | 22.97            | 9.51   | 28.61         | 12.25 |       |       |
| 1974년      | 85.37  | 33.48        | 11.06            | 33.95  | 33.95         | 21.51 |       |       |

## 주요 인물
- 스텔리오스 얀나코풀로스, 축구 선수